# Saljut 4
La Saljut 4 (in russo:Салют-4, tradotto Salute 4) è stata la quarta stazione spaziale del programma sovietico denominato programma Saljut. Essenzialmente si è trattata di una copia della missione DOS 3 che era terminata prematuramente per problemi successivi al lancio. Questa, invece, si è rivelata un completo successo, due equipaggi si sono alternati abitandola per un totale di 92 giorni sui 770 in cui è rimasta in orbita.

## Riassunto missione
La stazione venne lanciata il 26 dicembre 1974 con un razzo Proton e rientrò nell'atmosfera il 3 febbraio 1977 distruggendosi.
Durante la missione furono compiuti numerosi esperimenti scientifici e osservazioni astronomiche.

## Equipaggi e navette
Due navette con equipaggio raggiunsero e si agganciarono alla Saljut 4 (Sojuz 17 e Sojuz 18) e una priva di equipaggio (Sojuz 20). Era programmata anche la missione Sojuz 18a ma il lancio fu abortito poco dopo aver lasciato la rampa
| Missione  | Equipaggio                        | Data di lancio                | Volo di andata | Data di rientro                | Volo di rientro | Durata | Note |
| --------- | --------------------------------- | ----------------------------- | -------------- | ------------------------------ | --------------- | ------ | --- |
| Soyuz 17  | Georgij Grečko, Aleksej Gubarev   | 11 gennaio, 1975 21:43:37 UTC | Soyuz 17       | 10 febbraio, 1975 11:03:22 UTC | Soyuz 17        | 29.56  | Lanciato da Bajkonur; atterrato a 110 km a nord est di Tselinograd; Durante la permanenza sulla stazione sono state svolte osservazioni astronomiche.                                                                                                   |
| Soyuz 18a | Vasilij Lazarev, Oleg Makarov     | 5 aprile 1975                 | Soyuz 18a      |                                |                 | 0      | Lancio abortito |
| Soyuz 18  | Pëtr Klimuk, Vitalij Sevast'janov | 24 maggio 1975                | Soyuz 18       | 26 luglio, 1975                | Soyuz 18        | 62.97  | Lanciato da Bajkonur; atterrato a 56 km a est di Arkalyk; Durante la permanenza sulla stazione sono state svolte osservazioni solari, intense attività di esercizio fisico, coltivazione di "vegetali spaziali"; fotografie della superficie terrestre. |
| Soyuz 20  | Nessun equipaggio                 | 17 novembre 1975              | Soyuz 20       | 16 febbraio 1976               | Soyuz 20        |        | |